# Umberto I van Italië
Umberto I of Humbert I (Italiaans: Umberto Ranieri Carlo Emanuele Giovanni Maria Ferdinando Eugenio di Savoia, Nederlands: Humbert Reinier Karel Emanuel Johan Maria Ferdinand Eugenius van Savoye; Turijn, 14 maart 1844 - Monza, 29 juli 1900), bijgenaamd de Goede (in het Italiaans il Buono), was de koning van Italië van 9 januari 1878 tot zijn dood. Hij was zeer gehaat in (extreem-)linkse kringen, vooral onder anarchisten, vanwege zijn conservatisme en steun aan het "Bloedbad van Bava-Beccaris" in Milaan. Hij werd twee jaar na het incident vermoord door de anarchist Gaetano Bresci.

## Jeugd
Umberto's opleiding was toevertrouwd aan de meest wijze mannen van zijn tijd, onder wie Massimo d'Azeglio en Pasquale Stanislao Mancini. In 1858 nam hij dienst in het leger als kapitein, nam deel aan de Slag bij Solferino in 1859 en leidde in 1866 een divisie in de Slag bij Custoza. Toen hij door de Oostenrijkse cavalerie bij Villafranca werd aangevallen, liet hij zijn troepen vierkanten vormen en dreef de aanvallers naar Sommacampagna. Zelf bevond hij zich bij de troepen die het meest werden aangevallen. Samen met Nino Bixio dekte hij het zich terugtrekkende Italiaanse leger en ontving een gouden medaille voor zijn grote moed. Ook politiek speelde Umberto als kroonprins een steeds belangrijkere rol. Zijn bezoek samen met zijn echtgenote Margaretha aan het keizerlijke hof in Berlijn ter gelegenheid van het doopsel van de jongste dochter van de Duitse kroonprins in juni 1872, maakte de weg vrij voor een vriendschappelijke relatie tussen de dynastie der Hohenzollern en die van Savoye en voor goede relaties tussen Duitsland en Italië.

## Koningschap
Hij volgde zijn vader na diens dood op 9 januari 1878 op en noemde zichzelf Umberto I van Italië (en niet Umberto IV (van Savoye), zoals hij eigenlijk zou heten). Met zijn toestemming werd Victor Emanuel II begraven in het Pantheon te Rome en niet in het koninklijke mausoleum van Superga.
Begeleid door premier Benedetto Cairoli maakte hij een rondreis door zijn koninkrijk, maar in Napels - waar hij werd toegejuicht door een enorme menigte - werd hij aangevallen door een anarchist genaamd Giovanni Passannante. Umberto wendde de aanval af met zijn sabel, maar Cairoli werd ernstig gewond toen hij hem wilde verdedigen. Passanante werd ter dood veroordeeld, maar de koning verzachtte de straf tot levenslange dwangarbeid. Koningin Margaretha's gezondheid zou enige jaren onder het incident lijden. Umberto en Cairoli vervolgden in 1881 hun rondreis en bezochten Sicilië en de Zuid-Italiaanse provincies.
In 1882 speelde hij een prominente rol in de nationale rouw om de op 2 juni gestorven Giuseppe Garibaldi en hij bezocht verschillende malen diens graf te Caprera. Toen in de herfst van dat jaar Verona en Venetië te lijden hadden onder overstromingen haastte de koning zich erheen, leidde reddingsoperaties en doneerde grote sommen geld voor de gedupeerden. Toen een aardbeving op 28 juli 1883 Ischia teisterde deed Umberto hetzelfde en redde persoonlijk slachtoffers uit de puinhopen. In 1884 bezocht hij het door een cholera-epidemie getroffen Busca en Napels, gaf advies en geld en pepte het moreel van de bevolking op.
Umberto's heerschappij was rustig vergeleken met die van zijn vader Victor Emanuel II en grootvader Karel Albert van Sardinië. Hij respecteerde de grondwet en volgde het parlement zo veel mogelijk in zijn keuze van premiers. Hij werkte mee aan de totstandkoming van de Driebond van 1882 en bezocht hiervoor verschillende malen Wenen en Berlijn. Het Verenigd Koninkrijk kon op Umberto's goedgezindheid rekenen. Hij was van mening dat de Driebond niet compleet was zonder een Engels-Italiaanse samenwerking op zee. 
Umberto I steunde zijn premier Francesco Crispi, alhoewel die in schandalen betrokken was. Wanneer de koning gewaarschuwd werd dat het riskant was voor de troon om iemand als Crispi, te steunen, antwoordde Umberto dat Crispi een zwijn was, maar een noodzakelijk zwijn. Umberto vond dat Crispi ondanks zijn corruptie, in functie moest blijven in het nationaal belang.
Italië bezette in 1885 Massawa, dat de hoofdstad werd van Italiaans-Eritrea. Hij was van plan een groot koloniaal rijk in Oost-Afrika te stichten, maar zijn ambitie werd gedwarsboomd toen het Italiaanse leger op 1 maart 1896 vernietigend werd verslagen door het leger van Ethiopië in de Slag bij Adwa. De grote populariteit van de koning verminderde daarna.
Umberto I werd op 29 juli 1900 vermoord door de anarchist Gaetano Bresci. De moordaanslag op de 56-jarige koning komt in een tijd van gewelddadige, sociale onrust en groeiende antimonarchale gevoelens in Italië. Hij werd begraven in het Pantheon naast zijn vader en werd opgevolgd door zijn zoon Victor Emanuel III. De renovatie van het Castello Sforzesco uit 1905 werd als eerbetoon aan hem opgedragen.

## Huwelijk en kinderen
Op 21 april 1868 trouwde Umberto met zijn nicht Margaretha van Savoye. Margaretha en Umberto kregen één kind:
- Victor Emanuel III (1869-1947)

## Kwartierstaat
| Karel Emanuel van Savoye-Carignano (1770-1800) | Karel Emanuel van Savoye-Carignano (1770-1800) | Karel Emanuel van Savoye-Carignano (1770-1800) | Karel Emanuel van Savoye-Carignano (1770-1800) | Karel Emanuel van Savoye-Carignano (1770-1800) | Karel Emanuel van Savoye-Carignano (1770-1800) | Maria Christina van Saksen (1770-1851) | Maria Christina van Saksen (1770-1851) | Maria Christina van Saksen (1770-1851) | Maria Christina van Saksen (1770-1851) | Maria Christina van Saksen (1770-1851)   | Maria Christina van Saksen (1770-1851)   |                                          |                                          | Ferdinand III van Toscane (1769-1824)    | Ferdinand III van Toscane (1769-1824)    | Ferdinand III van Toscane (1769-1824)  | Ferdinand III van Toscane (1769-1824)  | Ferdinand III van Toscane (1769-1824)  | Ferdinand III van Toscane (1769-1824)  | Louisa Maria van Bourbon-Sicilië (1773-1802) | Louisa Maria van Bourbon-Sicilië (1773-1802) | Louisa Maria van Bourbon-Sicilië (1773-1802) | Louisa Maria van Bourbon-Sicilië (1773-1802) | Louisa Maria van Bourbon-Sicilië (1773-1802) | Louisa Maria van Bourbon-Sicilië (1773-1802) |  |  | Keizer Leopold II (1747-1792)      | Keizer Leopold II (1747-1792)      | Keizer Leopold II (1747-1792)      | Keizer Leopold II (1747-1792)      | Keizer Leopold II (1747-1792)      | Keizer Leopold II (1747-1792)      | Marie Louise van Bourbon (1745-1792) | Marie Louise van Bourbon (1745-1792) | Marie Louise van Bourbon (1745-1792) | Marie Louise van Bourbon (1745-1792) | Marie Louise van Bourbon (1745-1792) | Marie Louise van Bourbon (1745-1792) |                                     |                                     | Karel Emanuel van Savoye-Carignano (1770-1800) | Karel Emanuel van Savoye-Carignano (1770-1800) | Karel Emanuel van Savoye-Carignano (1770-1800) | Karel Emanuel van Savoye-Carignano (1770-1800) | Karel Emanuel van Savoye-Carignano (1770-1800) | Karel Emanuel van Savoye-Carignano (1770-1800) | Maria Christina van Saksen (1770-1851)     | Maria Christina van Saksen (1770-1851)     | Maria Christina van Saksen (1770-1851) | Maria Christina van Saksen (1770-1851) | Maria Christina van Saksen (1770-1851) | Maria Christina van Saksen (1770-1851) |  |  |  |  |  |  |  |  |  |  |  |  |  |  |  |  |  |  |  |  |  |  |  |  |  |  |  |  |  |  |  |  |  |  |  |  |  |  |  |  |  |  |  |  |  |  |  |  |
| Karel Emanuel van Savoye-Carignano (1770-1800) | Karel Emanuel van Savoye-Carignano (1770-1800) | Karel Emanuel van Savoye-Carignano (1770-1800) | Karel Emanuel van Savoye-Carignano (1770-1800) | Karel Emanuel van Savoye-Carignano (1770-1800) | Karel Emanuel van Savoye-Carignano (1770-1800) | Maria Christina van Saksen (1770-1851) | Maria Christina van Saksen (1770-1851) | Maria Christina van Saksen (1770-1851) | Maria Christina van Saksen (1770-1851) | Maria Christina van Saksen (1770-1851)   | Maria Christina van Saksen (1770-1851)   |                                          |                                          | Ferdinand III van Toscane (1769-1824)    | Ferdinand III van Toscane (1769-1824)    | Ferdinand III van Toscane (1769-1824)  | Ferdinand III van Toscane (1769-1824)  | Ferdinand III van Toscane (1769-1824)  | Ferdinand III van Toscane (1769-1824)  | Louisa Maria van Bourbon-Sicilië (1773-1802) | Louisa Maria van Bourbon-Sicilië (1773-1802) | Louisa Maria van Bourbon-Sicilië (1773-1802) | Louisa Maria van Bourbon-Sicilië (1773-1802) | Louisa Maria van Bourbon-Sicilië (1773-1802) | Louisa Maria van Bourbon-Sicilië (1773-1802) |  |  | Keizer Leopold II (1747-1792)      | Keizer Leopold II (1747-1792)      | Keizer Leopold II (1747-1792)      | Keizer Leopold II (1747-1792)      | Keizer Leopold II (1747-1792)      | Keizer Leopold II (1747-1792)      | Marie Louise van Bourbon (1745-1792) | Marie Louise van Bourbon (1745-1792) | Marie Louise van Bourbon (1745-1792) | Marie Louise van Bourbon (1745-1792) | Marie Louise van Bourbon (1745-1792) | Marie Louise van Bourbon (1745-1792) |                                     |                                     | Karel Emanuel van Savoye-Carignano (1770-1800) | Karel Emanuel van Savoye-Carignano (1770-1800) | Karel Emanuel van Savoye-Carignano (1770-1800) | Karel Emanuel van Savoye-Carignano (1770-1800) | Karel Emanuel van Savoye-Carignano (1770-1800) | Karel Emanuel van Savoye-Carignano (1770-1800) | Maria Christina van Saksen (1770-1851)     | Maria Christina van Saksen (1770-1851)     | Maria Christina van Saksen (1770-1851) | Maria Christina van Saksen (1770-1851) | Maria Christina van Saksen (1770-1851) | Maria Christina van Saksen (1770-1851) |  |  |  |  |  |  |  |  |  |  |  |  |  |  |  |  |  |  |  |  |  |  |  |  |  |  |  |  |  |  |  |  |  |  |  |  |  |  |  |  |  |  |  |  |  |  |  |  |
|                                                |                                                |                                                |                                                |                                                |                                                |                                        |                                        |                                        |                                        |                                          |                                          |                                          |                                          |                                          |                                          |                                        |                                        |                                        |                                        |                                              |                                              |                                              |                                              |                                              |                                              |  |  |                                    |                                    |                                    |                                    |                                    |                                    |                                      |                                      |                                      |                                      |                                      |                                      |                                     |                                     |                                                |                                                |                                                |                                                |                                                |                                                |                                            |                                            |                                        |                                        |                                        |                                        |  |  |  |  |  |  |  |  |  |  |  |  |  |  |  |  |  |  |  |  |  |  |  |  |  |  |  |  |  |  |  |  |  |  |  |  |  |  |  |  |  |  |  |  |  |  |  |  |
|                                                |                                                |                                                |                                                | Karel Albert van Sardinië (1798-1849)          | Karel Albert van Sardinië (1798-1849)          | Karel Albert van Sardinië (1798-1849)  | Karel Albert van Sardinië (1798-1849)  | Karel Albert van Sardinië (1798-1849)  | Karel Albert van Sardinië (1798-1849)  |                                          |                                          |                                          |                                          |                                          |                                          | Maria Theresia van Toscane (1801-1855) | Maria Theresia van Toscane (1801-1855) | Maria Theresia van Toscane (1801-1855) | Maria Theresia van Toscane (1801-1855) | Maria Theresia van Toscane (1801-1855)       | Maria Theresia van Toscane (1801-1855)       |                                              |                                              |                                              |                                              |  |  |                                    |                                    |                                    |                                    | Reinier van Oostenrijk (1783-1853) | Reinier van Oostenrijk (1783-1853) | Reinier van Oostenrijk (1783-1853)   | Reinier van Oostenrijk (1783-1853)   | Reinier van Oostenrijk (1783-1853)   | Reinier van Oostenrijk (1783-1853)   |                                      |                                      |                                     |                                     |                                                |                                                | Elisabeth van Savoye-Carignano (1800-1856)     | Elisabeth van Savoye-Carignano (1800-1856)     | Elisabeth van Savoye-Carignano (1800-1856)     | Elisabeth van Savoye-Carignano (1800-1856)     | Elisabeth van Savoye-Carignano (1800-1856) | Elisabeth van Savoye-Carignano (1800-1856) |                                        |                                        |                                        |                                        |  |  |  |  |  |  |  |  |  |  |  |  |  |  |  |  |  |  |  |  |  |  |  |  |  |  |  |  |  |  |  |  |  |  |  |  |  |  |  |  |  |  |  |  |  |  |  |  |
|                                                |                                                |                                                |                                                | Karel Albert van Sardinië (1798-1849)          | Karel Albert van Sardinië (1798-1849)          | Karel Albert van Sardinië (1798-1849)  | Karel Albert van Sardinië (1798-1849)  | Karel Albert van Sardinië (1798-1849)  | Karel Albert van Sardinië (1798-1849)  |                                          |                                          |                                          |                                          |                                          |                                          | Maria Theresia van Toscane (1801-1855) | Maria Theresia van Toscane (1801-1855) | Maria Theresia van Toscane (1801-1855) | Maria Theresia van Toscane (1801-1855) | Maria Theresia van Toscane (1801-1855)       | Maria Theresia van Toscane (1801-1855)       |                                              |                                              |                                              |                                              |  |  |                                    |                                    |                                    |                                    | Reinier van Oostenrijk (1783-1853) | Reinier van Oostenrijk (1783-1853) | Reinier van Oostenrijk (1783-1853)   | Reinier van Oostenrijk (1783-1853)   | Reinier van Oostenrijk (1783-1853)   | Reinier van Oostenrijk (1783-1853)   |                                      |                                      |                                     |                                     |                                                |                                                | Elisabeth van Savoye-Carignano (1800-1856)     | Elisabeth van Savoye-Carignano (1800-1856)     | Elisabeth van Savoye-Carignano (1800-1856)     | Elisabeth van Savoye-Carignano (1800-1856)     | Elisabeth van Savoye-Carignano (1800-1856) | Elisabeth van Savoye-Carignano (1800-1856) |                                        |                                        |                                        |                                        |  |  |  |  |  |  |  |  |  |  |  |  |  |  |  |  |  |  |  |  |  |  |  |  |  |  |  |  |  |  |  |  |  |  |  |  |  |  |  |  |  |  |  |  |  |  |  |  |
|                                                |                                                |                                                |                                                |                                                |                                                |                                        |                                        |                                        |                                        | Victor Emanuel II van Italië (1820-1878) | Victor Emanuel II van Italië (1820-1878) | Victor Emanuel II van Italië (1820-1878) | Victor Emanuel II van Italië (1820-1878) | Victor Emanuel II van Italië (1820-1878) | Victor Emanuel II van Italië (1820-1878) |                                        |                                        |                                        |                                        |                                              |                                              |                                              |                                              |                                              |                                              |  |  |                                    |                                    |                                    |                                    |                                    |                                    |                                      |                                      |                                      |                                      | Adelheid van Oostenrijk (1822–1855)  | Adelheid van Oostenrijk (1822–1855)  | Adelheid van Oostenrijk (1822–1855) | Adelheid van Oostenrijk (1822–1855) | Adelheid van Oostenrijk (1822–1855)            | Adelheid van Oostenrijk (1822–1855)            |                                                |                                                |                                                |                                                |                                            |                                            |                                        |                                        |                                        |                                        |  |  |  |  |  |  |  |  |  |  |  |  |  |  |  |  |  |  |  |  |  |  |  |  |  |  |  |  |  |  |  |  |  |  |  |  |  |  |  |  |  |  |  |  |  |  |  |  |
|                                                |                                                |                                                |                                                |                                                |                                                |                                        |                                        |                                        |                                        | Victor Emanuel II van Italië (1820-1878) | Victor Emanuel II van Italië (1820-1878) | Victor Emanuel II van Italië (1820-1878) | Victor Emanuel II van Italië (1820-1878) | Victor Emanuel II van Italië (1820-1878) | Victor Emanuel II van Italië (1820-1878) |                                        |                                        |                                        |                                        |                                              |                                              |                                              |                                              |                                              |                                              |  |  |                                    |                                    |                                    |                                    |                                    |                                    |                                      |                                      |                                      |                                      | Adelheid van Oostenrijk (1822–1855)  | Adelheid van Oostenrijk (1822–1855)  | Adelheid van Oostenrijk (1822–1855) | Adelheid van Oostenrijk (1822–1855) | Adelheid van Oostenrijk (1822–1855)            | Adelheid van Oostenrijk (1822–1855)            |                                                |                                                |                                                |                                                |                                            |                                            |                                        |                                        |                                        |                                        |  |  |  |  |  |  |  |  |  |  |  |  |  |  |  |  |  |  |  |  |  |  |  |  |  |  |  |  |  |  |  |  |  |  |  |  |  |  |  |  |  |  |  |  |  |  |  |  |
|                                                |                                                |                                                |                                                |                                                |                                                |                                        |                                        |                                        |                                        |                                          |                                          |                                          |                                          |                                          |                                          |                                        |                                        |                                        |                                        |                                              |                                              |                                              |                                              |                                              |                                              |  |  |                                    |                                    |                                    |                                    |                                    |                                    |                                      |                                      |                                      |                                      |                                      |                                      |                                     |                                     |                                                |                                                |                                                |                                                |                                                |                                                |                                            |                                            |                                        |                                        |                                        |                                        |  |  |  |  |  |  |  |  |  |  |  |  |  |  |  |  |  |  |  |  |  |  |  |  |  |  |  |  |  |  |  |  |  |  |  |  |  |  |  |  |  |  |  |  |  |  |  |  |
|                                                |                                                |                                                |                                                |                                                |                                                |                                        |                                        |                                        |                                        |                                          |                                          |                                          |                                          |                                          |                                          |                                        |                                        |                                        |                                        |                                              |                                              |                                              |                                              |                                              |                                              |  |  |                                    |                                    |                                    |                                    |                                    |                                    |                                      |                                      |                                      |                                      |                                      |                                      |                                     |                                     |                                                |                                                |                                                |                                                |                                                |                                                |                                            |                                            |                                        |                                        |                                        |                                        |  |  |  |  |  |  |  |  |  |  |  |  |  |  |  |  |  |  |  |  |  |  |  |  |  |  |  |  |  |  |  |  |  |  |  |  |  |  |  |  |  |  |  |  |  |  |  |  |
|                                                |                                                |                                                |                                                | Maria Clothilde van Savoye (1843-1911)         | Maria Clothilde van Savoye (1843-1911)         | Maria Clothilde van Savoye (1843-1911) | Maria Clothilde van Savoye (1843-1911) | Maria Clothilde van Savoye (1843-1911) | Maria Clothilde van Savoye (1843-1911) |                                          |                                          | Umberto I van Italië (1844-1900)         | Umberto I van Italië (1844-1900)         | Umberto I van Italië (1844-1900)         | Umberto I van Italië (1844-1900)         | Umberto I van Italië (1844-1900)       | Umberto I van Italië (1844-1900)       |                                        |                                        | Amadeus I van Spanje (1845-1890)             | Amadeus I van Spanje (1845-1890)             | Amadeus I van Spanje (1845-1890)             | Amadeus I van Spanje (1845-1890)             | Amadeus I van Spanje (1845-1890)             | Amadeus I van Spanje (1845-1890)             |  |  | Otto Eugène van Italië (1846-1866) | Otto Eugène van Italië (1846-1866) | Otto Eugène van Italië (1846-1866) | Otto Eugène van Italië (1846-1866) | Otto Eugène van Italië (1846-1866) | Otto Eugène van Italië (1846-1866) |                                      |                                      | Maria Pia van Savoye (1847-1911)     | Maria Pia van Savoye (1847-1911)     | Maria Pia van Savoye (1847-1911)     | Maria Pia van Savoye (1847-1911)     | Maria Pia van Savoye (1847-1911)    | Maria Pia van Savoye (1847-1911)    |                                                |                                                | ... + 3 jong overleden broers                  | ... + 3 jong overleden broers                  | ... + 3 jong overleden broers                  | ... + 3 jong overleden broers                  | ... + 3 jong overleden broers              | ... + 3 jong overleden broers              |                                        |                                        |                                        |                                        |  |  |  |  |  |  |  |  |  |  |  |  |  |  |  |  |  |  |  |  |  |  |  |  |  |  |  |  |  |  |  |  |  |  |  |  |  |  |  |  |  |  |  |  |  |  |  |  |

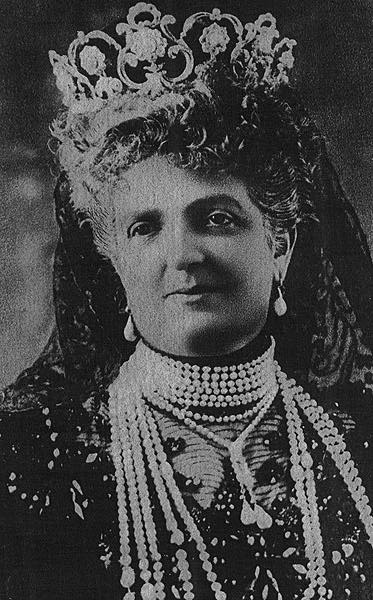
Koningin Margaretha
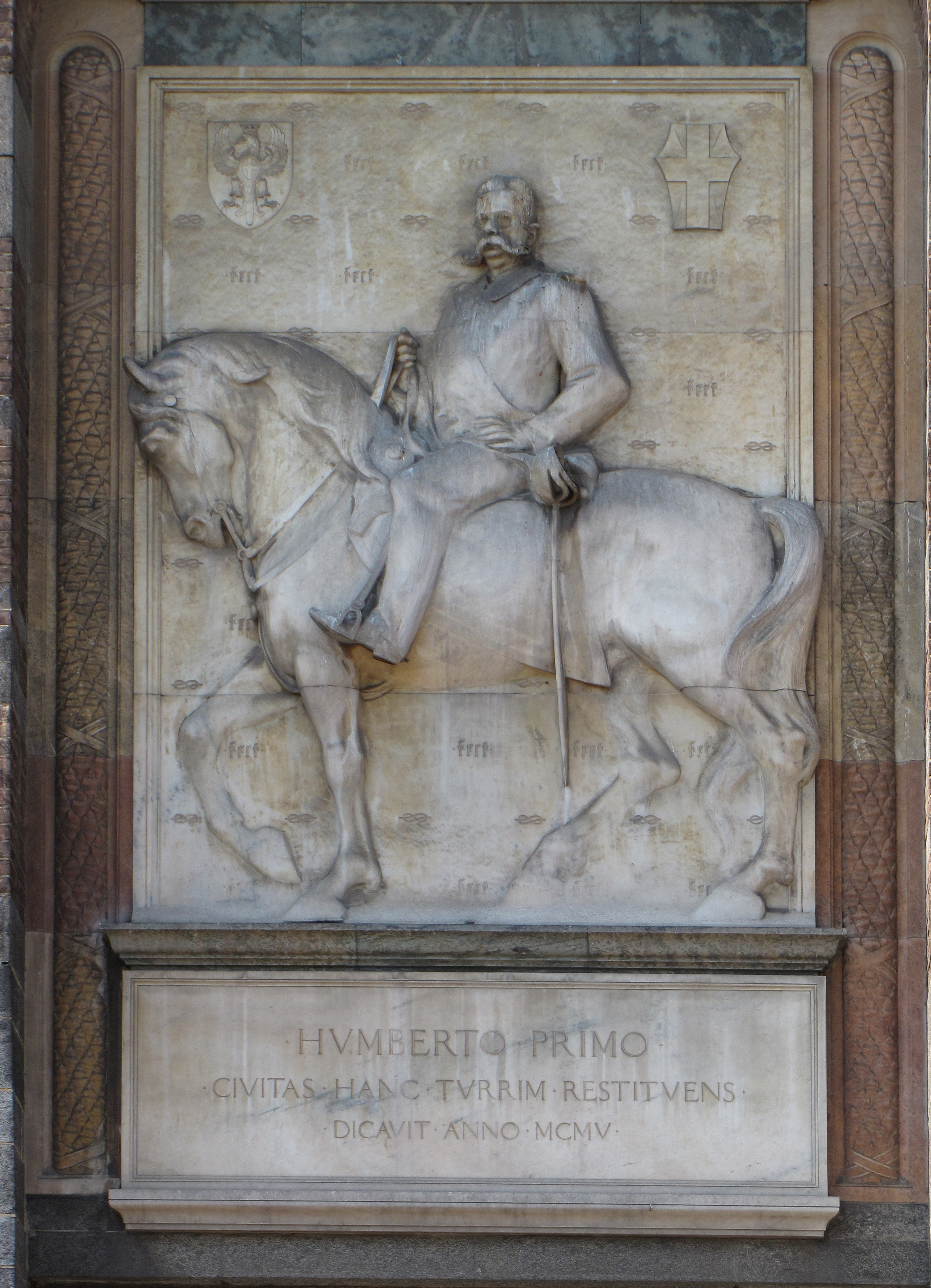
Umberto I, gezeten op een paard, afgebeeld op het Castello Sforzesco
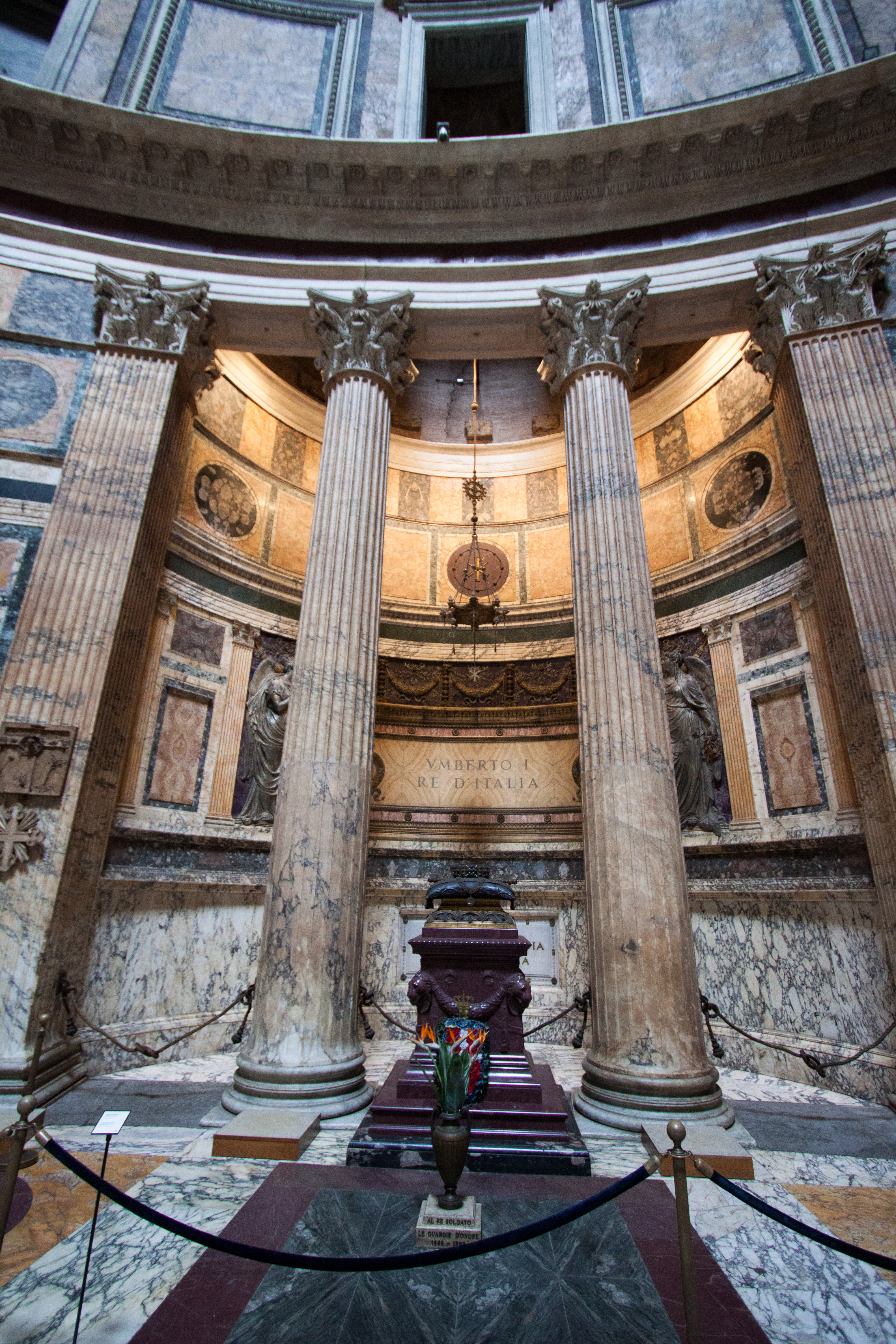
Het graf van Umberto I in het Pantheon